# Diamond v. Chakrabarty
Pour les articles homonymes, voir Chakrabarty.
L'arrêt Diamond c. Chakrabarty (447 U.S. 303, 1980) de la Cour suprême des États-Unis entérine la brevetabilité du vivant, en l'espèce d'une bactérie génétiquement modifiée.

## Affaire
Le biologiste Ananda Mohan Chakrabarty (en), alors employé de General Electric, modifia une bactérie pseudomonas afin de lui permettre de métaboliser du pétrole, ayant comme idée de l'utiliser contre les marées noires. 
La demande de brevet de General Electric, déposée en 1972, fut rejetée par le Board of Patent Appeals and Interferences (en), chargé des contentieux pour le United States Patent and Trademark Office. Le panel déclara en effet que le vivant n'était pas brevetable. Néanmoins, la United States Court of Customs and Patent Appeals (en) lui donna raison en appel. Le commissaire des brevets, Sidney A. Diamond, porta alors l'affaire devant la Cour suprême.

## Arrêt
À 5 voix contre 4, la Cour suprême donna raison à Chakrabarty le 16 juin 1980 et autorisa le brevet sous le titre 35 du Code des États-Unis, consacré aux brevets, §101, issu du Patent Act de 1952 (en). Écrite par le président de la Cour Warren E. Burger, conservateur affirmé, la décision reçut l'appui des juges Potter Stewart (en), Harry Blackmun, William Rehnquist et John Paul Stevens.
William J. Brennan (en), tête de file de l'aile libérale de la Cour, écrivit l'opinion dissidente, signée par Byron White, Thurgood Marshall et Lewis Franklin Powell (en). Ils considéraient que le Congrès ne s'était jamais prononcé en faveur de la brevetabilité du vivant, et que l'OGM ne pouvait être breveté sous le §101 du titre 35 du Code des États-Unis. Ils soulignaient que si le législateur avait considéré que ce paragraphe pouvait autoriser la brevetabilité du vivant, il n'aurait pas spécifiquement autorisé celle-ci par deux lois concernant les plantes et la sélection végétale, à savoir le Plant Patent Act de 1930 et le Plant Variety Protection Act (en) de 1970. Si le législateur avait cru nécessaire de voter ces deux lois, c'est bien parce que le Code des États-Unis ne permettait pas la brevetabilité du vivant en général. Ils considéraient de plus que la loi de 1970 avait expressément exclu les bactéries de son champ d'application.